# Struckum
Struckum (frisó septentrional Strükem, danès Strukum) és un municipi del districte de Nordfriesland, dins l'amt Mittleres Nordfriesland, a l'estat alemany de Slesvig-Holstein. Es troba a 15 kilòmetres al sud-oest de Husum.

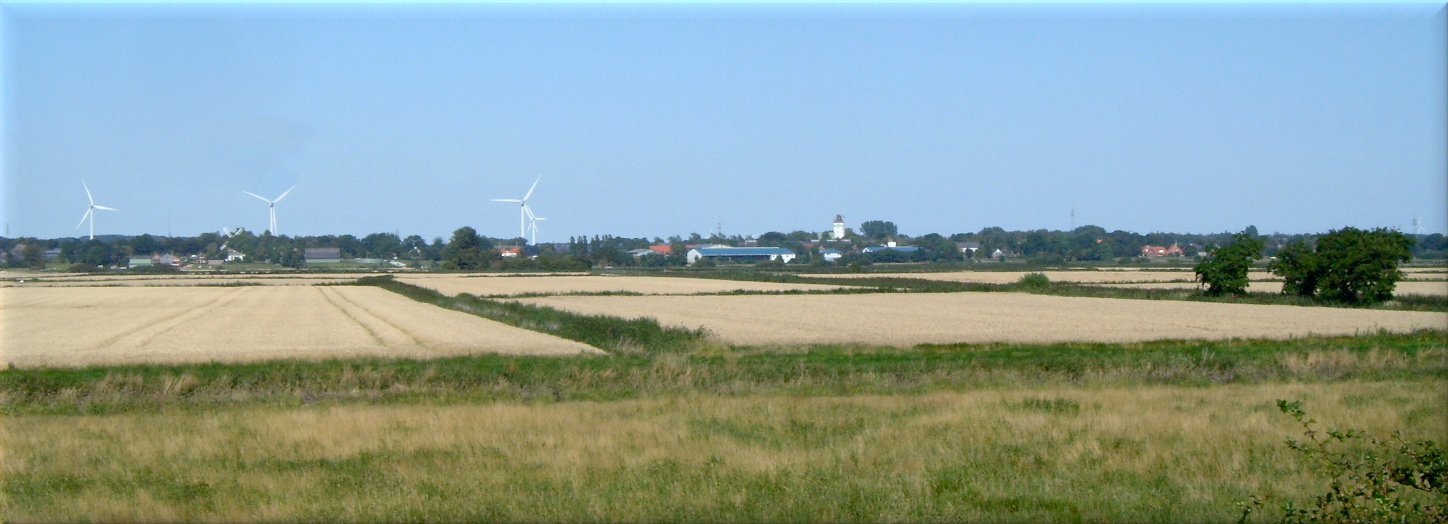
Panorama amb aerogeneradores

 L'agricultura als pòlders fèrtils era tradicionalment l'activitat econòmica la més important. Els darrers anys els serveis, el turisme i sobretot la generació d'energia eòlica van canviar el paisatge.